# Pointe du Berchis
La pointe du Berchis est située sur la commune de Larmor-Baden (Morbihan).

## Géographie
La pointe du Berchis fait face à l'île Radenec et à l'île Longue situées à 600 mètres respectivement dans le sud-ouest et dans le sud. L'île de Gavrinis est située à 800 mètres dans le sud-est. Avec la pointe de Locmiquel, elle marque l'entrée de l'anse de Locmiquel.
Berchis était une île jusqu'à la construction d'une digue par Joseph Lesquel en 1920[réf. nécessaire] ; celle-ci reliait Berchis au village de Larmor.

## Occupation
Une belle page occupe le sud de la pointe de Berchis. Elle attire de nombreux touristes ; un vaste parking accueille leurs véhicules.